# Orges Shehi
Orges Shehi (* 20. oder 25. September 1977 in Durrës) ist ein ehemaliger albanischer Fußballspieler und Trainer.

## Karriere

### Im Verein
Shehi begann seine Karriere 1994 bei KS Teuta Durrës. Von 1998 bis 1999 war er an KS Bylis Ballsh ausgeliehen. Im Sommer 2004 wechselte er zu KS Vllaznia Shkodra. Ein Jahr später wechselte er zu FK Partizani Tirana. Dort spielte er vier Jahre lang, bis er dann zu KS Besa Kavaja ging. Allerdings spielte Shehi hier nur eine Saison und wechselte zum 1. Juli 2010 zum KF Skënderbeu Korça.
Am 1. Juli 2018 beendete Shehi seine Karriere bei KF Skënderbeu als Spieler, übernahm aber für ein Jahr das Traineramt.

### In der Nationalmannschaft
Im Alter von 34 Jahren kam er am 29. Februar 2012 im Testspiel gegen Georgien in der letzten Spielminute zu seinem Länderspieldebüt. Das Spiel ging mit 1:2 verloren. Danach wurde er zur albanischen Nummer 2 im Tor bei allen Pflichtspielen, zum Einsatz kam aber nur in Freundschaftsspielen. Nachdem sich das Land bei der Fußball-Europameisterschaft 2016 in Frankreich erstmals für ein großes Turnier qualifizieren konnte, wurde er auch als Torhüter Nummer 2 in das albanische Aufgebot aufgenommen. Er kam aber in keinem der drei Gruppenspiele bis zum Ausscheiden des Teams zum Einsatz.

### Trainer
Nach der Profikarriere als Fußballer blieb Shehi seinem Verein treu und trainierte die erste Mannschaft von Skënderbeu für die Saison 2018/19.
Anfang März 2020 übernahm er bis Ende der Saison 2019/20, die wegen COVID-19 zwischenzeitlich unterbrochenen war, beim FK Kukësi. Seit Januar 2021 trainiert er die erste Mannschaft von KF Tirana.

## Erfolge
KS Teuta Durrës
- Albanischer Fußballpokal (1): 1999/00

KS Besa Kavaja
- Albanischer Fußballpokal (1): 2009/10

KF Skënderbeu Korça
- Albanischer Meister (6): 2010/11, 2011/12, 2012/13, 2013/14, 2014/15, 2015/16
- Albanischer Fußball-Supercup (2): 2013, 2014

Individuelle Auszeichnungen
- Fußballer des Jahres 2012 in Albanien